# Pac-12 Conference 2019 (pallavolo)
La Pac-12 Conference 2019 si è svolta dal 25 settembre al 29 novembre 2019: al torneo hanno partecipato 12 squadre universitarie statunitensi e la vittoria finale è andata per la diciannovesima volta, la terza consecutiva, alla Stanford.

## Regolamento
È prevista una stagione regolare che vede le dodici formazioni impegnate disputare un totale di venti incontri ciascuna; parallelamente vengono disputati anche degli incontri extra-conference contro formazioni appartenenti ad altre conference o non affiliate ad alcuna di esse, dando vita a due classifiche separate una relativa alla Pac-12 Conference ed una totale.
- La squadra vincitrice della Pac-12 Conference si qualifica automaticamente al torneo NCAA, occupando uno dei 32 posti che spettano di diritto alle squadre vincitrici delle rispettive conference;
- Le altre squadre concorrono alla qualificazione al torneo NCAA attraverso la classifica totale, che assegna i restanti 32 posti alle migliori squadre, sulla base del rapporto tra vittorie e sconfitte, che non abbiano ottenuto la qualificazione automatica.

## Squadre partecipanti
| Club                | Nickname     | Stagione | Città          | Stato      | Impianto               | Stagione precedente                                       |
| ------------------- | ------------ | -------- | -------------- | ---------- | ---------------------- | --------------------------------------------------------- |
| Arizona             | Wildcats     | Dettagli | Tucson         | Arizona    | McKale Memorial Center | 5ª in Pac-12 Conference; Primo turno in NCAA Division I   |
| Arizona State       | Sun Devils   | Dettagli | Tempe          | Arizona    | Wells Fargo Arena      | 11ª in Pac-12 Conference                                  |
| UC Berkeley         | Golden Bears | Dettagli | Berkeley       | California | Haas Pavilion          | 10ª in Pac-12 Conference                                  |
| UC Los Angeles      | Bruins       | Dettagli | Los Angeles    | California | Pauley Pavilion        | 9ª in Pac-12 Conference                                   |
| Colorado            | Buffaloes    | Dettagli | Boulder        | Colorado   | Coors Events Center    | 6ª in Pac-12 Conference; Primo turno in NCAA Division I   |
| Oregon              | Ducks        | Dettagli | Eugene         | Oregon     | Matthew Knight Arena   | 2ª in Pac-12 Conference; Elite Eight in NCAA Division I   |
| Oregon State        | Beavers      | Dettagli | Corvallis      | Oregon     | Gill Coliseum          | 12ª in Pac-12 Conference                                  |
| Southern California | Trojans      | Dettagli | Los Angeles    | California | Galen Center           | 2ª in Pac-12 Conference; Secondo turno in NCAA Division I |
| Stanford            | Cardinal     | Dettagli | Stanford       | California | Maples Pavilion        | Vincitrice Pac-12 Conference; Vincitrice NCAA Division I  |
| Utah                | Utes         | Dettagli | Salt Lake City | Utah       | Jon M. Huntsman Center | 6ª in Pac-12 Conference; Secondo turno in NCAA Division I |
| Washington          | Huskies      | Dettagli | Seattle        | Washington | Hec Edmundson Pavilion | 6ª in Pac-12 Conference; Sweet Sixteen in NCAA Division I |
| Washington State    | Cougars      | Dettagli | Pullman        | Washington | Bohler Gymnasium       | 4ª in Pac-12 Conference; Sweet Sixteen in NCAA Division I |

## Torneo

### Regular season

#### Classifica
| Pos. | Squadra             | Conference | Conference | Conference | Conference | Overall | Overall | Overall | Overall |
| Pos. | Squadra             | Pt         | G          | V          | P          | Pt      | G       | V       | P       |
| ---- | ------------------- | ---------- | ---------- | ---------- | ---------- | ------- | ------- | ------- | ------- |
| 1.   | Stanford            | .900       | 20         | 18         | 0          | .882    | 34      | 30      | 4       |
| 2.   | Washington          | .750       | 20         | 15         | 5          | .794    | 34      | 27      | 7       |
| 3.   | Utah                | .700       | 20         | 14         | 6          | .706    | 34      | 24      | 10      |
| 4.   | UC Los Angeles      | .650       | 20         | 13         | 7          | .613    | 31      | 19      | 12      |
| 5.   | Washington State    | .600       | 20         | 12         | 8          | .697    | 33      | 23      | 10      |
| 6.   | Southern California | .550       | 20         | 11         | 9          | .563    | 32      | 18      | 14      |
| 7.   | UC Berkeley         | .500       | 20         | 10         | 10         | .667    | 30      | 20      | 10      |
| 8.   | Arizona State       | .450       | 20         | 9          | 11         | .548    | 31      | 17      | 14      |
| 9.   | Arizona             | .250       | 20         | 1          | 15         | .481    | 32      | 15      | 17      |
| 9.   | Colorado            | .250       | 20         | 1          | 15         | .433    | 30      | 13      | 17      |
| 9.   | Oregon              | .250       | 20         | 5          | 15         | .310    | 29      | 9       | 20      |
| 12.  | Oregon State        | .150       | 20         | 3          | 17         | .290    | 31      | 9       | 22      |

      In NCAA Division I come vincitrice di Conference
      In NCAA Division I attraverso la classifica totale

## Premi individuali
| Premio                   | Giocatrice          | Squadra             |
| ------------------------ | ------------------- | ------------------- |
| Player of the Year       | MacKenzie May       | UC Los Angeles      |
| Freshman of the Year     | Magdaléna Jehlářová | Washington State    |
| Setter of the Year       | Jenna Gray          | Stanford            |
| Libero of the Year       | Morgan Hentz        | Stanford            |
| Coach of the Year        | Beth Launiere       | Utah                |
| All-Pac-12 Team          | Preslie Anderson    | UC Berkeley         |
| All-Pac-12 Team          | Kara Bajema         | Washington          |
| All-Pac-12 Team          | Danielle Barton     | Utah                |
| All-Pac-12 Team          | Devyn Cross         | Arizona             |
| All-Pac-12 Team          | Audriana Fitzmorris | Stanford            |
| All-Pac-12 Team          | Lauren Forte        | UC Berkeley         |
| All-Pac-12 Team          | Madeleine Gates     | Stanford            |
| All-Pac-12 Team          | Jenna Gray          | Stanford            |
| All-Pac-12 Team          | Jasmine Gross       | Southern California |
| All-Pac-12 Team          | Morgan Hentz        | Stanford            |
| All-Pac-12 Team          | Magdaléna Jehlářová | Washington State    |
| All-Pac-12 Team          | Kenzie Koerber      | Utah                |
| All-Pac-12 Team          | Khalia Lanier       | Southern California |
| All-Pac-12 Team          | MacKenzie May       | UC Los Angeles      |
| All-Pac-12 Team          | Mima Mirkovic       | UC Berkeley         |
| All-Pac-12 Team          | Ella May Powell     | Washington          |
| All-Pac-12 Team          | Savvy Simo          | UC Los Angeles      |
| All-Pac-12 Team          | Ronika Stone        | Oregon              |
| Pac-12 All-Freshman Team | Magdaléna Jehlářová | Washington State    |
| Pac-12 All-Freshman Team | Kendall Kipp        | Stanford            |
| Pac-12 All-Freshman Team | Sterling Parker     | Colorado            |
| Pac-12 All-Freshman Team | Hannah Pukis        | Washington State    |
| Pac-12 All-Freshman Team | Pia Timmer          | Washington State    |
| Pac-12 All-Freshman Team | Zoe Weatherington   | Utah                |
| Pac-12 All-Freshman Team | Emilia Weske        | Southern California |

## Classifica finale
| Pos | Squadra             | Qualificazione       |
| --- | ------------------- | -------------------- |
| 1   | Stanford            | NCAA Division I 2019 |
| 2   | Washington          | NCAA Division I 2019 |
| 3   | Utah                | NCAA Division I 2019 |
| 4   | UC Los Angeles      | NCAA Division I 2019 |
| 5   | Washington State    | NCAA Division I 2019 |
| 6   | Southern California | NCAA Division I 2019 |
| 7   | UC Berkeley         |                      |
| 8   | Arizona State       |                      |
| 9   | Arizona             |                      |
| 9   | Colorado            |                      |
| 9   | Oregon              |                      |
| 12  | Oregon State        |                      |